# Теорема за разпределението на простите числа
Теоремата за разпределението на простите числа е математическа теорема, описваща асимптотичното разпределение на простите числа между положителните цели числа. Тя формализира интуитивната идея, че простите числа стават все по-редки с тяхното нарастване, и дава точна оценка на скоростта, с която това се случва.
Теоремата играе важна роля в теорията на числата. Според нея функцията на разпределение на простите числа π(x) може да се изчисли приблизително от
{\displaystyle {\frac {x}{\ln(x)}}},
като съотношението между π(x) и тази дроб клони към 1 когато x клони към безкрайност. Като следствие вероятността произволно избрано число между 1 и x да е просто, е обратнопропорционална на броя на десетичните цифри в x.
Теоремата е доказана независимо през 1896 година от френския математик Жак Адамар и белгийския математик Шарл-Жан дьо Ла Вале Пусен въз основа на предложените по-рано идеи на германеца Бернхард Риман (най-вече на дзета-функцията на Риман).